# 赤と黒の十字架
『赤と黒の十字架』 (The Scarlet and the Black) は、グレゴリー・ペックとクリストファー・プラマー主演による1983年のTV映画。日本でのテレビ放映時のタイトルは『スカーレット＆ブラック』。
この映画は、J・P・ギャラガーの小説『バチカンの紅はこべ』（1967年出版）を原作とし、実在のアイルランド人カトリック司教、ヒュー・オフラハーティを描いた物語である。彼はナチス・ドイツ軍占領下のローマにおいて、数千人のユダヤ人や脱走した連合軍捕虜を助けた。 

## あらすじ
1943年、ドイツ占領下のローマでは、ヘルベルト・カプラー大佐の指揮するゲシュタポによる数々の残虐行為が目撃されていた。アイルランド人司教、ヒュー・オフラハーティは、教皇ピウス12世の下、バチカンに勤めていた。公式にはバチカンは中立にもかかわらず、また自らの教会における地位と身の安全に対する重大な危険にもかかわらず、オフラハーティはナチスの手からユダヤ人や連合軍捕虜を救うべく、巨大な民間ネットワークを組織した。オフラハーティが連合軍捕虜に隠れ家を提供していることに気づいたカプラー大佐は、バチカン周縁に白線を引くよう命じた。後に、この境界線に沿ってドイツ兵を配置し、出入国者の身分証を査照し、これによりオフラハーティが手助けする捕虜の流入を防ごうとした。映画では、レジスタンスの闘士を支援していた司祭を拷問・処刑するゲシュタポの残忍な戦術を描いている。そしてカプラーはオフラハーティの活動阻止を狙うのみならず、彼の暗殺を考える。

## キャスト
| 役名                                       | 俳優                       | 日本語吹替                                   |
| ------------------------------------------ | -------------------------- | -------------------------------------------- |
| ヒュー・オフラハーティ司教                 | グレゴリー・ペック         | 城達也                                       |
| ヘルベルト・カプラーSS中佐                 | クリストファー・プラマー   | 小川真司                                     |
| 教皇ピウス12世                             | ジョン・ギールグッド       | 千葉順二                                     |
| ヴィットリオ神父                           | ラフ・バローネ             | 飯塚昭三                                     |
| ヒルシュSS大尉                             | ケン・コリー               |                                              |
| マックス・ヘルムSS大将                     | ウオルター・ゴテル         | 村松康雄                                     |
| ミーナ・カプラー                           | バーバラ・ブーシェ         | 榊原良子                                     |
| アルフレッド・ウェスト（イギリス大使館員） | ジュリアン・ハロウェイ     |                                              |
| モロシーニ神父                             | アンジェロ・インファンティ |                                              |
| フランチェスカ・ロンバルド                 | オルガ・カラトス           | 宗形智子                                     |
| リーンハード・ベック（ゲシュタポ）         | マイケル・ビルヌ           | 増岡弘                                       |
| ハインリッヒ・ヒムラー長官                 | T・P・マッケンナ           | 上田敏也                                     |
| ランゲンタール伯爵（スイス領事）           | バーノン･ドッチェフ        |                                              |
| ジャック・マニング米中尉                   | ジョン・テリー             | 谷口節                                       |
| ダルシー・オズボーン卿（イギリス公使）     | ピーター・バートン         |                                              |
| ハリー・バーネット英中尉                   | フィリップ・ハットン       |                                              |
| レス・テイト米伍長                         | マーク・ルイス             |                                              |
| ジュリア・ロンバルド                       | ファビアナ・ウデニオ       |                                              |
| ラビ・レオーネ                             | レモ・レモッティ           |                                              |
| サイモン・ワイズ                           | ジョヴァンニ・クリッパ     |                                              |
| 不明 その他                                | -                          | 峰恵研 藤城裕士 石井敏郎 田原アルノ 加藤正之 |

- 日本語吹替：テレビ版

## スタッフ
- 監督：ジェリー・ロンドン
- 製作：ビル・マッカッチェン
- 原作：J・P・ギャラガー
- 脚本：デヴィッド・バトラー
- 撮影：ジュゼッペ・ロトゥンノ
- 音楽：エンニオ・モリコーネ

日本語版
- 演出：小林守夫
- 翻訳：岩本令
- 調整：前田仁信
- 録音：TFCグループ
- 制作：東北新社

## トリビア
登場人物のマックス・ヘルム将軍は、実在のカール・ヴォルフ親衛隊大将を完全なモデルとしている。彼は1944年に、イタリア親衛隊及び警察指導者を務めた。このSS将軍は、1981年にはまだ存命であったため、映画ではヴォルフの実名を使用することができなかった。彼が亡くなったのは1984年である。

## 映画詳細
- 別タイトル : 「スカーレット＆ブラック」（テレビ東京放映時）、The Vatican Pimpernel、Scarlatto e nero（イタリア語版）
- 制作 : 1983年
- 公開 : 米／英／伊
- 言語 : 英語／ドイツ語／イタリア語
- 色彩 : カラー
- 上映時間 : 143分

## 受賞
1983年、赤と黒の十字架は、エミー賞の Outstanding Film Editing for a Limited Series or a Special 部門でノミネートされた。